# Негроидная раса

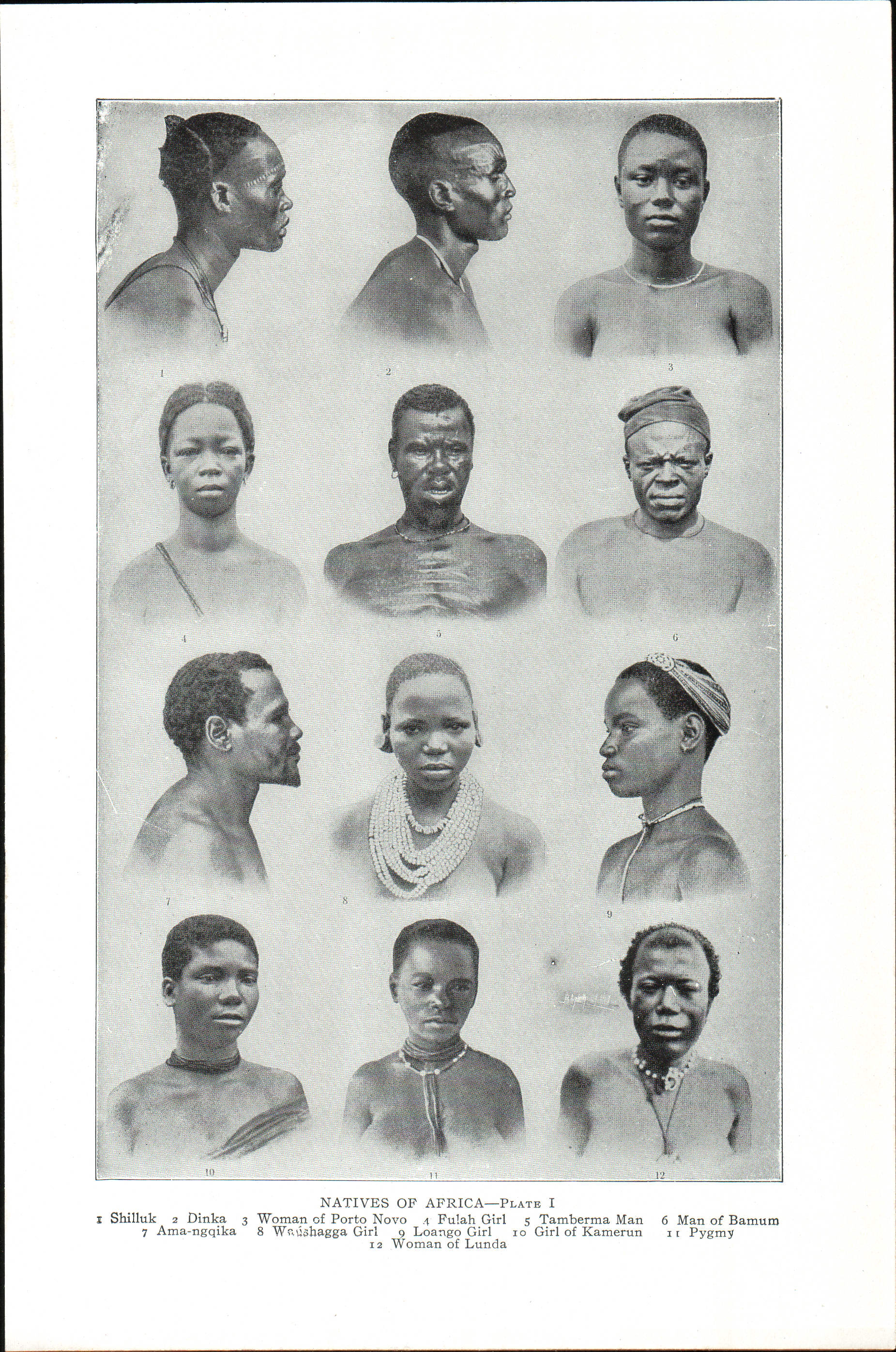
Коренные жители Африки, из издания The New Student’s Reference Work 1914 года

Негро́идная ра́са (также экваториальная раса, западноэкваториальная раса) — в западной антропологии — устаревшее понятие расовой классификации, не используемое в науке ввиду дискредитации представлений о расе как о биологической категории; в традиционной, в том числе советской и российской антропологии — одна из больших рас человечества, выделяемая наряду с европеоидной, монголоидной и австралоидной; при этом расы рассматриваются как исторические категории, открытые популяционные системы, которые постоянно изменяются. Вместе с коренными жителями Австралии и Океании объединяется в категорию «чёрные», «чёрная раса» — также устаревшее понятие расовой классификации, обычно социальная категория, критерием которой считается тёмный цвет кожи от среднего коричневого до тёмно-коричневого.
Концепция разделения человечества на три расы, европеоидную, монголоидную и негроидную (первоначально называвшейся «эфиопской»), была введена в 1780-х годах членами Гёттингенской исторической школы и получила дальнейшее развитие у западных учёных в контексте расистских идеологий эпохи колониализма. Французский анатом Жорж Кювье выделял три расы — «белую» («кавказскую»), «чёрную» («эфиопскую») и «жёлтую» («монгольскую»).
В XIX—XX веках во многих классификациях человеческих рас негроиды объединялись с австралоидами в гипотетическую негро-австралоидную (экваториальную) расу (в частности, в классификациях Г. Ф. Дебеца, Я. Я. Рогинского и М. Г. Левина и других антропологов). Современные исследования показали, что генетические различия между этими двумя расами выше, чем между любой из них и любой другой расой, а некоторое внешнее сходство (тёмный цвет кожи, глаз, волос, курчавые волосы и т. д.) объясняется адаптацией к сходным условиям жизни.
Особый взгляд на происхождение негроидных рас дают генетические исследования. Так, установлено, что африканские популяции противостоят всем остальным человеческим группам вместе взятым. При этом негроиды не образуют единства, они представляют собой несколько рано обособившихся человеческих линий. Потомками одной из таких линий стали все неафриканские группы человечества — европеоиды, австралоиды и монголоиды. Другие африканские линии, в частности, койсаноиды и пигмеи, противостоят не только всем остальным негроидным линиям, но и всем остальным человеческим группам на других континентах вместе взятым. Безотносительно к данным генетики как одну из больших рас человечества (отдельно от негроидной) по наличию большого числа особых антропологических признаков ряд исследователей выделял, в частности, койсаноидов (южноафриканскую расу).
В западной литературе термин «негроидная» может использоваться для обозначения негрской расы, не включающей негрилли (пигмеев) и койсаноидов. Американский антрополог К. С. Кун применял по отношению к представителям негроидной расы термин «конгоиды».

## Признаки

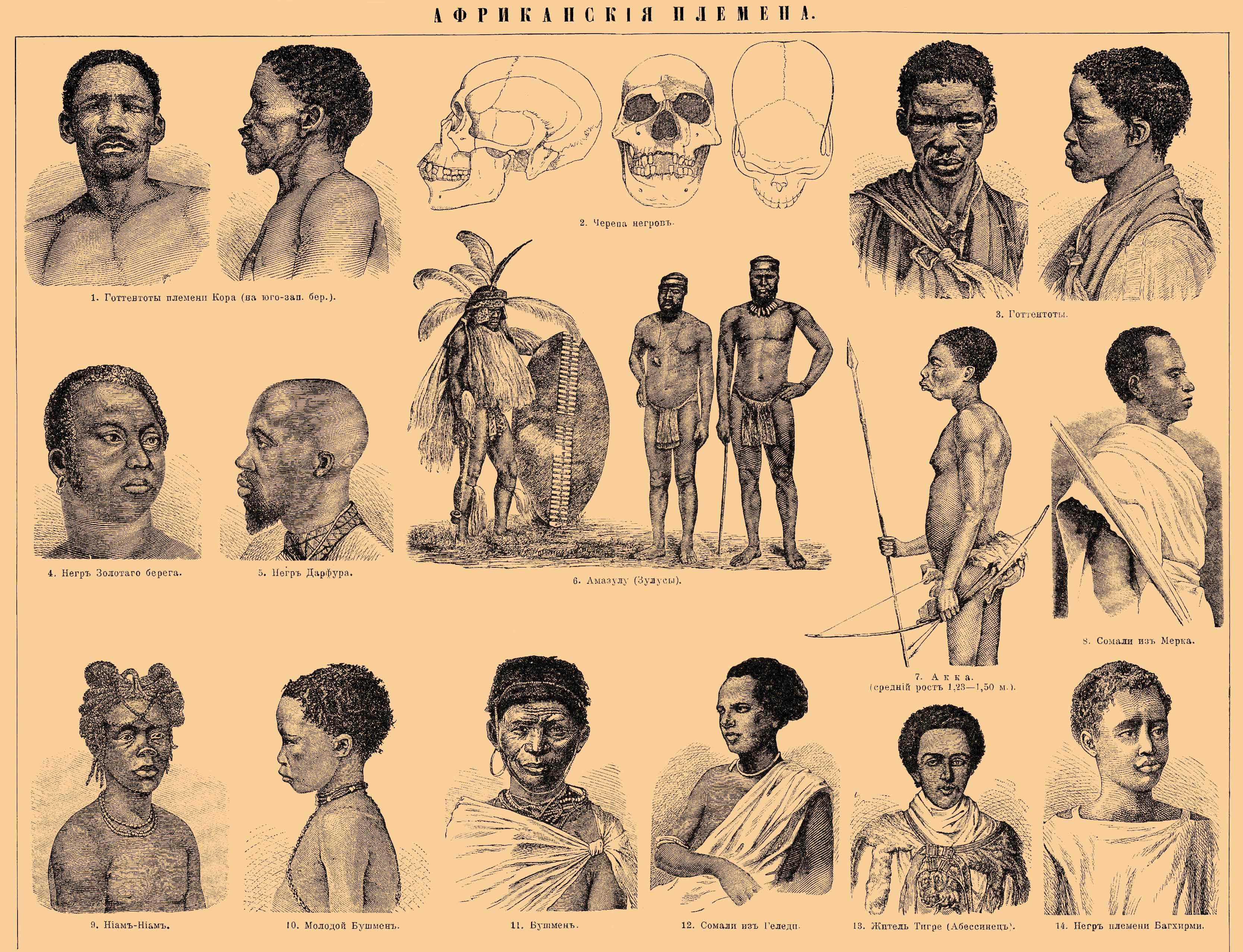
Иллюстрация из энциклопедического словаря Брокгауза и Ефрона (1890—1907)

Негроидная раса, по данным советской и современной российской антропологии, выделяется по следующим антропологическим особенностям:
- тёмная кожа (сильнее всего пигментированная в сравнении с другими расами, в том числе с австралоидной и меланезийской);
- курчавые чёрные волосы;
- тёмный цвет радужки глаз;
- слабое развитие третичного волосяного покрова, особенно на теле;
- долихокранная высокосводная форма черепа с выраженной затылочной областью, в целом величина черепа у негроидов меньше, чем у европеоидов и монголоидов;
- невысокое лицо, небольшая ширина скул;
- средневысокий лоб со слабо развитыми надбровными дугами;
- прогнатизм, предполагающий выступающие вперёд челюсти, нижняя челюсть лишена подбородочного выступа;
- широкий разрез глаз;
- широкий плоский слабо выступающий нос;
- толстые губы, верхняя губа выступает вперёд (прохейличная);
- крупные зубы;
- долихоморфное (вытянутое) телосложение;
- узкие кисти рук и стопы.

В разных частях своего ареала негроиды могут различаться по длине тела, цвету кожи, толщине губ, ширине носа и другим признакам (неизменным общим признаком у всех остаются курчавые волосы), морфологически сильнее всего обособлены негрилли (с очень низким ростом) и койсаноиды (с более светлой кожей, уплощённым лицом и эпикантусом).

## Распространение
Основная территория расселения представителей негроидной расы — Тропическая Африка к югу от Сахары. Также негроиды составляют значительную часть населения Латинской Америки, Вест-Индии и США — негроидное население этих стран и регионов образуют потомки привезённых из Африки рабов. Доминирующее население представители негроидной расы составляют в странах Гвианы, на Ямайке, в Республике Гаити и в некоторых других островных государствах Вест-Индии.
В современной западной антропологии расы в целом рассматриваются как неподходящие для отражения биологической изменчивости человека. В 2023 году Национальные академии наук, инженерии и медицины США отказались от выделения рас при генетических исследованиях.

## Малые расы
Согласно современной российской антропологии, в состав негроидной расы включают негрскую, центральноафриканскую и южноафриканскую малые расы. Иногда южноафриканскую расу, основными представителями которой являются бушмены и готтентоты, рассматривают как одну из больших человеческих рас. Также в традиционных советских классификациях (например, в классификации В. В. Бунака) к негроидам относят меланезийскую расу, представляющую собой восточноэкваториальную (океаническую) ветвь большой негроидной расы, противопоставленную западноэкваториальной (африканской) ветви с негрской, центральноафриканской и южноафриканской расами.

### Негрская раса
Негрская раса — основной, самый распространённый вариант большой негроидной расы как по численности, так и по занимаемому им ареалу. Представители негрской малой расы составляют абсолютное большинство на территории Африки южнее Сахары. Характерные признаки этой расы: очень тёмная кожа; тёмные глаза; чёрные курчавые волосы; нос очень широкий, с уплощённым переносьем; губы очень толстые; долихокефалия; лицо низкое, сильно прогнатное.
В составе негрской расы выделяют несколько антропологических типов:
- суданский (негро-гвинейский) тип, характеризующийся всеми основными максимально выраженными негроидными признаками;
- центральноафриканский (западно-бантоидный, палеонегроидный) тип, обладающий в сравнении с суданским типом более низким ростом, бо́льшим ростом бороды и усов и чуть более светлой кожей;
- восточно-бантоидный тип, характеризующийся в сравнении с суданским типом более узким лицом, более узким носом, чуть выступающим вперёд, и чуть менее толстыми губами;
- южноафриканский тип, для которого характерны чуть более светлая кожа в сравнении с суданским типом, и, возможно, в среднем более низкий рост;
- нилотский (восточноафриканский) тип, обладающий самым высоким в мире ростом, крайне вытянутыми пропорциями тела, очень тёмной кожей, иногда с пепельным оттенком, меньшей шириной носа и толщиной губ, а также более узким лицом.

Для каждого из антропологических типов, за исключением суданского, предполагается смешение с соседними негроидными группами других типов или рас: для центральноафриканского типа — смешение с представителями негрилльской (центральноафриканской) расы, для южноафриканского типа — смешение с койсаноидами, для нилотского типа — смешение с представителями эфиопской расы.

### Центральноафриканская раса
Центральноафриканская (пигмейская, негрилльская) малая раса распространена в экваториальных дождевых лесах Центральной Африки среди пигмеев (негрилли). К характерным признакам этой расы относят очень низкий рост; несколько более светлый цвет кожи; небольшие размеры лица и очень выпуклые глаза; сильный рост бороды, усов и волос на теле; крайне широкий и короткий нос с плоским переносьем и часто выпуклой спинкой; сравнительно тонкие губы.
Внутри центральноафриканской расы выделяют два типа: западный (народы бакола, бабинга и бака в Республике Конго, а также народ ака в Центральноафриканской Республике) и восточный (народы мбути на востоке Демократической Республики Конго (ДРК) и тва в ДРК, Руанде, Бурунди и Уганде). Об их родстве и времени формирования единого мнения у исследователей нет. Некоторые антропологи считают, что краниологические различия западных и восточных пигмеев сильнее, чем их отличия от соседних негрских групп. В целом, западные группы пигмеев имеют бо́льшие размеры лица и более высокий рост, чем пигмеи восточных групп.
В Центральной Африке существует множество популяций, имеющих промежуточные черты между центральноафриканской и негрской расами.

### Южноафриканская раса
Южноафриканская (капоидная, койсаноидная, бушменская) раса — вариант большой негроидной расы, распространённый в засушливых областях Южной Африки. Характерные признаки этой расы: низкий рост; довольно плоское лицо; маленькая нижняя челюсть, благодаря чему лицо приобретает подтреугольную форму; нос довольно узкий с очень плоским переносьем; развитый эпикантус; сравнительно светлая желтовато-бурая кожа; короткие спирально-завитые волосы; стеатопигия у женщин; очень слабый рост бороды и усов. Часть признаков койсаноидов, прежде всего, наличие эпикантуса, напоминает монголоидные признаки.
В древности представители южноафриканской расы занимали более обширные территории, но были оттеснены на юг в засушливые регионы в результате миграций народов банту, относящихся к негрской расе. В ходе расселения бантуязычных групп, возможно, произошло формирование двух типов койсаноидов — бушменский и готтентотский. Последний тип выделяется большей массивностью и более высоким ростом. Предполагается, что отличия признаков готтентотского типа от бушменского сложились в результате смешения готтентотов с представителями негрской расы, кроме того, вероятно, готтентоты заимствовали у народов банту скотоводство, благодаря чему у древних собирателей сменился образ жизни и тип питания, что также сказалось на их облике.

## Смешанные и переходные группы
В разных районах Африки, а в сравнительно позднее время и за её пределами, в результате метисации сформировались популяции негроидов с признаками других рас. Так, например, группы с европеоидной примесью встречаются на границе негроидного ареала в субсахарской зоне. Промежуточное положение между европеоидами и негроидами занимают сравнительно рано сложившиеся так называемые переходные группы Западного Судана — их представляют фульбе и некоторые другие народы. Эфиопская раса также раннего происхождения распространена на Африканском Роге — по форме носа и строению лица эфиопы не отличаются от южных европеоидов, а по цвету кожи они схожи с негроидами.
Смешанные группы позднего происхождения в Судане возникли в результате арабского завоевания и проникновения арабоязычных групп южных европеоидов вглубь Африки.
Смешанные признаки негроидов и южных монголоидов имеет население Мадагаскара (сочетания признаков разных рас при этом в тех или иных группах малагасийцев сильно варьируют).
Смешанные европеоидно-негроидные признаки встречаются у части населения Намибии (у готтентотско-европейских метисов — рехоботских бастардов) и у части населения ЮАР. В разной степени негроидные признаки прослеживаются и у некоторых популяций Америки — представителей групп с негроидной примесью называют мулатами и самбо. Значительную часть населения мулаты составляют в Бразилии, Венесуэле, на Кубе и в других странах, к мулатам относится также часть афроамериканцев в США.

## Происхождение
Наиболее древний череп с некоторыми «негроидными» признаками (в частности, с прогнатизмом) Назлет Хатер 2, найденный в Южном Египте, имеет возраст в 40—35 тысяч лет.
Вместе с тем, древнейшие находки, которые можно относительно достоверно отнести к негроидам, относятся к более позднему времени (возраст 18—12 тысяч лет), они обнаруживаются преимущественно в Северной Африке. Ряд останков этого периода с определяемыми признаками негрской расы известны и в Экваториальной Африке, но их классификация затруднена из-за фрагментарности находок. Современный вариант негрской расы, вероятно, сложился не ранее голоцена (около 11 тысяч лет назад).
Достоверные находки, выявляющие родство с южноафриканской расой, также, вероятнее всего, датируются голоценом. Возможно, на формирование этого типа повлияли условия изоляции во время ледникового максимума между 25 и 16 тысячами лет назад, когда бо́льшая часть территории на юге Африки оказалась засушливой и непригодной для жизни и отрезала северные африканские популяции от южных. Значительное генетическое отличие бушменов и готтентотов стало следствием более активных процессов генного дрейфа, происходивших у койсаноидов в силу небольшой численности их популяций в отличие от, например, австралийских аборигенов, живших изолированно гораздо более длительное время, но имеющих меньшие генетические отличия. Имеется предположение о том, что изоляция бушменов и готтентотов продолжалась значительно больший промежуток времени (около 75—60 тысяч лет).
Относительно происхождения центральноафриканской расы высказывается несколько гипотез. Согласно одной из них, пигмеи имеют древнее происхождение (сформировались более 40 тысяч лет назад), также достаточно раннее разделение по этой гипотезе произошло у пигмеев на западные и восточные группы (порядка 18 тысяч лет назад), при этом смешение западных пигмеев с пришедшими с севера негроидами отрицается. По другой гипотезе, также поддерживающей древнее происхождение пигмеев, считается, что разделение на западную и восточную группы произошло значительно позднее — от 5 до 3 тысяч лет назад. Согласно ещё одной гипотезе, предполагается, что пигмеи представляют собой популяции, выделившиеся около 4—5 тысяч лет назад из земледельцев и вторично перешедшие к собирательству, при этом западные группы возникли практически в это же время в результате переселения восточных групп на запад и последующей их метисации с группами негрской расы. Некоторые исследователи выдвигают версию независимого происхождения западных и восточных групп пигмеев, что даёт возможность, по их мнению, выделить не одну, а две расы негрилли.